# Кінематограф КНДР
Кінематограф Корейської Народно-Демократичної Республіки — один з видів художньої творчості в КНДР, національний стиль і спосіб подачі кінематографічного матеріалу, його суспільно-політичне регулювання і використання в ідеології і пропаганді.

## Період становлення (1945—1953 роки)
Із завершенням Другої світової війни період японської колонізації Кореї добігає кінця.  У 1945—1948 роках, під час присутності військового контингенту СРСР в Північній частині Корейського півострова, там, з підтримкою радянських колег, почав розвиватися Північнокорейський кінематограф.  Уже в 1946 році випускаються перші документальні фільми «Наше будівництво» і «Демократичні вибори», які прямо демонструють прихильність кінематографістів нової держави традиціям соціалістичного реалізму.  На початку наступного року заснована державна кіностудія (цей статус був закріплений в 1948 році після того, як було юридично оформлено Поділ Кореї), «завданням якої було почати створення нових образів національного кіно після десятирічної гегемонії японської культури».  Це проявилося, в тому числі, в першому повнометражному звуковому художньому фільмі «Моя батьківщина» (1949 рік), що розповідає про антияпонську боротьбу патріотів під керівництвом Кім Ір Сена в Маньчжурії.
Розпочата Корейська війна знизила темпи розвитку національного кіно.  Однак, фільми на військово-патріотичну тематику продовжували випускати.  Один з них — «Юні партизани», — VI Кінофестиваль в Карлових Варах в 1951 році відзначив спеціальної Премією боротьби за свободу.  За спогадами радянського актора Миколи Черкасова в подібній номінації переміг і фільм наступного року «Знову на фронт», уже на VII фестивалі в Чехословаччині.

## Повоєнний підйом (1955—1969 роки)
Зруйнована під час війни державна кіностудія відновлена в 1956 році.  В цей рік випущено сім повнометражних стрічок, в тому числі перший кольоровий фільм «Сказання про фортеці Садо».  У наступному році підготовлений і випущений в прокат перший радянсько-корейський проект — картина «Брати» (повна назва в КНДР — «Не забувай Па Чжу Биль!» кор. 잊지 말라 파주 블!).  У 1959 році вийшла екранізація національного корейського епосу «Сказання про дівчині Чун Хян» (про любов юнака-аристократа і простолюдинки).  Оператору фільму О Ун Тхаку «Перший» Московський кінофестиваль присудив срібну медаль.  В цьому ж році національні кадри почали готувати Пхеньянський інститут театру і кіно. У 1961 організований Союз корейських кінематографістів.  Найбільш відомі режисери цього періоду Кім Кі Йон («Покоївка»), Ю Хюн Мок («Куля без мети») і Шін Сан Ок («Три ніндзя»), а також інші діячі кіно: народний артист КНДР Пак Хак, Ом Гіль Сон, заслужені артисти КНДР Кан Хон Сік, Юн Вон Джун, О Бьон Чхо і інші.

## Чучхе-кінематограф (1970—1993 роки)
До початку 1970-х років в Кореї працювало 5 кіностудій (художніх, науково-популярних, дитячих та мультиплікаційних фільмів, кіностудія імені 8 Лютого), щорічно випускалося не менше 50 повнометражних фільмів.
Дослідники північнокорейського кіно виділяють шість головних тем цього періоду: фільми «випереджаючі реальність», які виконують агітаційні завдання;  фільми про «скромних героїв», про щоденний трудовий подвиг;  фільми, які виховують патріотичний дух у молоді;  фільми «класової самосвідомості», що підтримують віру в перемогу ідей лідерів країни;  документальне кіно;  музичні фільми, з надихаючими піснями, доступними для масового виконання.
Відповідно до проголошеної ще в 1955 році ідеологією чучхе, підтвердженої конституцією 1972 року, що всі питання внутрішнього життя повинні вирішуватися з позицій самостійності, з опорою на власні сили.  Кінематограф, як найважливіший інструмент впливу на свідомість громадян країни, знаходиться в повному підпорядкуванні керівників Північної Кореї.  Кім Чен Ір в молоді роки особисто керував на місці всім північнокорейським кінематографом, «проводячи дні і ночі на знімальних майданчиках».  У 1973 році він пише об'ємну працю «Про кіномистецтво», якою регламентує всі процеси кіновиробництва по главах: Про швидкісний бій в чучхе-кінематографі, Про правильному народному образі, Про сюжет, Про соціалістичну мораль в кіно, Про поширених ідейних помилках в фіналах кінофільмів, Про звукові ефекти, Про реквізит і костюмерів, Про чучхе-музику в національному кіно і так далі.  Таким чином, «завдяки товаришеві Кім Чен Іру було створено передова кінопромисловість, школа північнокорейського ігрового і документального кіно, взята за зразок багатьма школами».  Наприклад, в розділі «Про хибність» фокусів «в кінофільмах» він стверджує: «Кіноактор не має права розраховувати на випадок, роблячи ставку на» фокуси «комбінованої зйомки і редагування при монтажі.  Треба досконало оволодіти, наприклад, водінням машини, верховою їздою, щоб правдиво і повноцінно зіграти відповідну роль, якщо навіть доведеться вдаватися до різного роду підробкам», або в розділі «Про декорації» пропонується: «Квартири трудящих не можуть бути обставлені однаково, як  і вдома капіталістів або поміщиків.  Крім того, не можна квартири всіх людей праці зображати однаковими, без поправки на час дії і соціальний лад».
В умовах повного регулювання творчого процесу кількість і якість фільмів починає знижуватися.  Офіційні джерела Північної Кореї оцінюють обсяг випущених фільмів на рівні 60-70 на рік, що відповідає оцінками британської корпорації Бі-бі-сі.  Інші джерела повідомляють про 1-2 фільма, які готуються для міжнародних фестивалів, і 15-20 випускаються щорічно для внутрішнього ринку. Примітивність технічної бази не дозволила б випускати більшу кількість.  Журналіст Андрій Ланьков коментує ідеологічне наповнення північнокорейських картин: «Життя в'язниць і таборів — одна з найбільш закритих сторінок в будь-якому тоталітарній державі.  Особливо це стосується такої сверхтоталітарної держави, якою є сучасна Північна Корея.  За час свого перебування в цій країні я звернув увагу на те, що корейська пропаганда і офіційне мистецтво (а іншого мистецтва там просто не існує) майже ніколи не говорять ні про суд, ні про в'язницях.  Фільми про шпигунів і „фракціонерів“ закінчуються тим, що викритих злодіїв кудись відвозять.  Сцена суду, настільки популярна в радянському кіномистецтві сталінських часів, — рідкість, про в'язницях ж і зовсім не йдеться нічого».
У цей період створені кінострічки «Чотирнадцята зима», «Проста людина», «Нова сім'я», «Мій син», «Квітучий край», «Ми зустрілися на горі Мьохян», «Два рибалки-капітана», «Відлига».  Популярністю користуються кінорежисери Кім Сан Рен, Кім Єн Хо, Чо Ген Сун і інші, народні артисти КНДР Ю Он Чжун, Кім Сон Ен, Ю Ген Е, заслужений артист КНДР Квак Мен Со і інші.  У 1985 році кінематографісти СРСР і КНДР випускають фільм спільного виробництва «Секунда на подвиг» про подвиг лейтенанта Радянської Армії Якова Новиченко, що врятував на пхеньянському мітингу 1 березня 1946 р Кім Ір Сена від кинутої в нього гранати.  Інший спільної постановкою є фільм «Втомлене сонце» / З весни до літа / 봄에서 여름으로 (1988) про війну 1945 року.  Надзвичайно популярні вийшли в прокат СРСР фільми з традиційними східними єдиноборствами «Хон Гіль Дон» (1986 рік, про героя національного середньовічного епосу), «Наказ № 027» (1986 рік, про Корейську війну 1950—1953 років).

### Викрадення режисераСін Сан Ока
Багато що про методи роботи в політизованому кінематографі Північної Кореї каже викрадення режисера Сін Сан Ока.  Кім Чен Ір прагнув створити кіноіндустрію, яка дозволила б йому похитнути негативне ставлення світової аудиторії до Трудової партії КНДР.  Для втілення цих планів був обраний південнокорейський режисер Сін Сан Ок, якому відводилася роль талановитого пропагандиста.  У 1978 році він був викрадений в Гонконзі.  Факт самостійного переходу в Північну Корею малоймовірний, оскільки Пхеньян пізніше визнавав факти захоплення, наприклад, громадян Японії як культурних радників.  За інформацією газети «The Guardian» Сін Сан Ок відразу після доставки в Пхеньян був поміщений на 4 роки до в'язниці, «де він жив на дієті з трави, солі, рису і партійно-ідеологічної обробки».  У 1983 році він був звільнений і доставлений на прийом до Кім Чен Іру.  Партійний лідер пояснив причину викрадення: "наявні кінематографісти КНДР роблять поверхневі роботи.  У них немає ніяких нових ідей".  За даними газети режисер погодився працювати і зняв сім фільмів, серед яких найвідоміший — „Пульгасарі“ (불가사리, Pulgasari) про міфологічне чудовисько, який став на бік наймитів, своєрідний „комуністичний варіант Годзілли“.  Цей фільм був прийнятий Кім Чен Іром як творча перемога.  Родині режисера був дозволений виїзд до Відня для переговорів про прокат фільму в Європі.  В австрійській столиці йому вдалося сховатися в посольстві США і отримати політичний притулок.

## Сучасний кінематограф (після 1994 року)
У 1994 році помер керівник країни Кім Ір Сен. Державу очолив його син Кім Чен Ір. Не можна говорити про системні зміни в кінематографі, але підхід і структура цієї індустрії було переосмислено. За А. Астаф'євим можна виділити чотири основні чинники змін:
1. Поява серіалів.  У 1992 році відбулася прем'єра перших двох серій художнього фільму „Нація і доля“. Зйомки тривають, кількість серій перевищила п'ятдесят;
2. Створення фільмів, які обґрунтовують систему спадковості влади від Кім Ір Сена до Кім Чен Іру;
3. У кіно починає проявлятися жанрове розмаїття.  Основною темою залишається вихваляння вождів, але поряд з цим з виходу в 1987 році картини „Квітка дзвіночка“ одним з найбільш затребуваних сюжетів стає „любов до рідної землі“.  Піднімаються питання соціалізації нового покоління, любов і шлюб, конфлікт поколінь.
4. Активізація міжнародного співробітництва та поява власних кінофестивалів: національного і міжнародного.  На замовлення виробляються мультиплікаційні фільми для Франції та Італії. У 1990-ті роки студія дитячих фільмів імені 26 квітня брала участь у створенні мультфільмів: «Король Лев», «Синдбад: Легенда семи морів», «Геркулес», «Покахонтас» та інших.[10]  При цьому ВВС стверджує, що вихід на світовий кіноринок — це спроба заробити валюту для економіки Північної Кореї, яка задихається.

## Міжнародне співробітництво
У 2000 році на зустрічі глав двох корейських держав було досягнуто домовленості про культурний обмін.  У Південній Кореї був офіційно показаний північнокорейський фільм «Пульгасарі», створений на основі давньої народної легенди.  Пхеньян відповів Сеулу через 3 роки.  У 2003 році в столиці КНДР вперше показали південнокорейський фільм — драму «Аріран», — чергову екранізацію історії корейського народу в роки японського колоніального правління.  Тема цілком ідеологічно коректна, тому сіверяни прийняли делегацію з Півдня з належним гостинністю.  Тема єднання одного народу дала поштовх зйомок в Республіці Корея не тільки політичних бойовиків із загальної історії, а й романтичних комедій, наприклад, «Дівчина з Півночі, хлопець з Півдня».  У двох країн не тільки загальні класичні сюжети «Аріран», «Чхунхян» або варіації на тему бойових мистецтв.  Кінематографісти Північної Кореї вчилися в СРСР раніше, Південної — навчаються у Росії зараз.  Є й інші спільні позиції.  Північнокорейські політики завжди підтримували опір південнокорейських колег збільшення ринку іноземних фільмів, так як «це веде до подальшого придушення корейської культури, позбавлення корейської нації її національної самобутності, на зміну яким приходять американізація, японізація, вестернізація».